# Distinctive Software
Distinctive Software, Inc. (DSI) é uma empresa fabricante de jogos eletrônicos do Canadá.
Foi a criadora de The Duel: Test Drive II.

## Jogos
| Jogo                                        | Data de lançamento | Distribuidora             | Plataforma                              |
| ------------------------------------------- | ------------------ | ------------------------- | --------------------------------------- |
| 4D Sports Boxing                            | 1991-06-15         | Mindscape/Electronic Arts | PC-DOS, Amiga, Atari ST                 |
| 4D Sports Tennis                            | 1990               | Mindscape                 | PC-DOS                                  |
| Accolade Comics                             | 1987               | Accolade                  | Commodore 64                            |
| Ace of Aces                                 | 1987               | Accolade                  | Atari XL/XE                             |
| After Burner                                | 1988               | Sega                      | PC-DOS                                  |
| Altered Beast                               | 1990               | Sega                      | PC-DOS                                  |
| Bill Elliott's NASCAR Challenge             | 1990               | Konami                    | MS-DOS, Amiga, Macintosh, NES, handheld |
| Castlevania                                 | 1990               | Ultra Games               | PC-DOS                                  |
| Grand Prix Circuit                          | 1988               | Accolade                  | PC-DOS, Commodore 64, Amiga, Apple IIGS |
| Hardball!                                   | 1985               | Accolade                  | Commodore 64, Apple IIGS                |
| Metal Gear                                  | 1990               | Ultra Games               | PC-DOS                                  |
| Mission: Impossible                         | 1991               | Konami                    | PC-DOS                                  |
| Out Run                                     | 1989               | Sega                      | PC-DOS                                  |
| Stunts/4D Sports Driving                    | 1990               | Brøderbund/Mindscape      | PC-DOS, Amiga                           |
| Super C                                     | 1990               | Konami                    | Amiga, PC-DOS                           |
| Teenage Mutant Ninja Turtles                | 1990               | Ultra Games               | PC-DOS, Commodore 64                    |
| Test Drive                                  | 1987               | Accolade                  | PC-DOS, Commodore 64, Amiga             |
| The Cycles: International Grand Prix Racing | 1989               | Accolade                  | PC-DOS, Commodore 64                    |
| The Duel: Test Drive II                     | 1989               | Accolade                  | PC-DOS, Commodore 64, Amiga, Apple IIGS |
| Wings of Fury                               | 1990               | Broderbund                | Amiga, PC-DOS                           |